# NGC 3643
NGC 3643 este o galaxie lenticulară situată în constelația Leul. A fost descoperită în 22 martie 1865 de către Albert Marth. Se află la o distanță de 29,23 de megaparseci de Pământ.